# Eesti Laul 2010
A Estónia confirmou a sua participação no Festival Eurovisão da Canção 2010, no dia 6 de Novembro de 2009, no qual utilizará o seu famoso sistema de selecção, o Eesti Laul.

## Eesti Laul 2010
| Artista               | Canção                  | Letrista (l) / Música (m)                                            |
| --------------------- | ----------------------- | -------------------------------------------------------------------- |
| Iiris Vesik           | "Astronaut"             | Iiris Vesik, Ago Teppand                                             |
| Disko 4000            | "Ei usu"                | Piret Järvis, Sander Loite, Paul Oja, Kallervo Karu                  |
| Violina & Rolf Junior | "Maagiline päev"        | Mihkel Mattisen, Timo Vendt, Rolf Roosalu, Liis Lass                 |
| Robin Juhkental       | "Siren"                 | Robin Juhkental                                                      |
| Mimicry               | "New"                   | Timmo Linnas, Kaspar Ehlvest, Ivar Kaine, Kene Vernik, Paul Lepasson |
| Marten Kuningas       | "Oota mind veel"        | Heini Vaikmaa, Oskar Ove                                             |
| 3 Pead                | "Poolel teel"           | Janek Murd, Erkki Tero                                               |
| Lenna Kuurmaa         | "Rapuntzel"             | Vaiko Eplik                                                          |
| Groundhog Day         | "Teiste seest kõigile"  | Tõnn Tobreluts, Tauno Tamm, Keio Münti, Indrek Mällo                 |
| Tiiu Kiik             | "The One And Only Love" | Tiiu Kiik                                                            |